# 竹田定簡
竹田 定簡（たけだ さだひろ、1815年（文化12年）- 1889年（明治22年）10月23日）は江戸時代、明治時代の儒学者、教育者。福岡藩の藩儒竹田家の第8代当主。藩校修猷館（東学問稽古所）第4代総受持（館長、「教授」とも称される）。号は蕭韵。字（あざな）は子得。通称は助太夫。

## 経歴
福岡藩の藩校である修猷館の、第3代総受持を務めた竹田定夫(梧亭)の子として生まれる。
1840年（天保11年）、父の死後に家督をつぎ、修猷館総受持を命じられるが、修学のため休職して斎藤拙堂に学ぶ。その後、総受持として学制を改革し、生徒を増員し、古い校舎を改築した。